# Schladminger Tauern

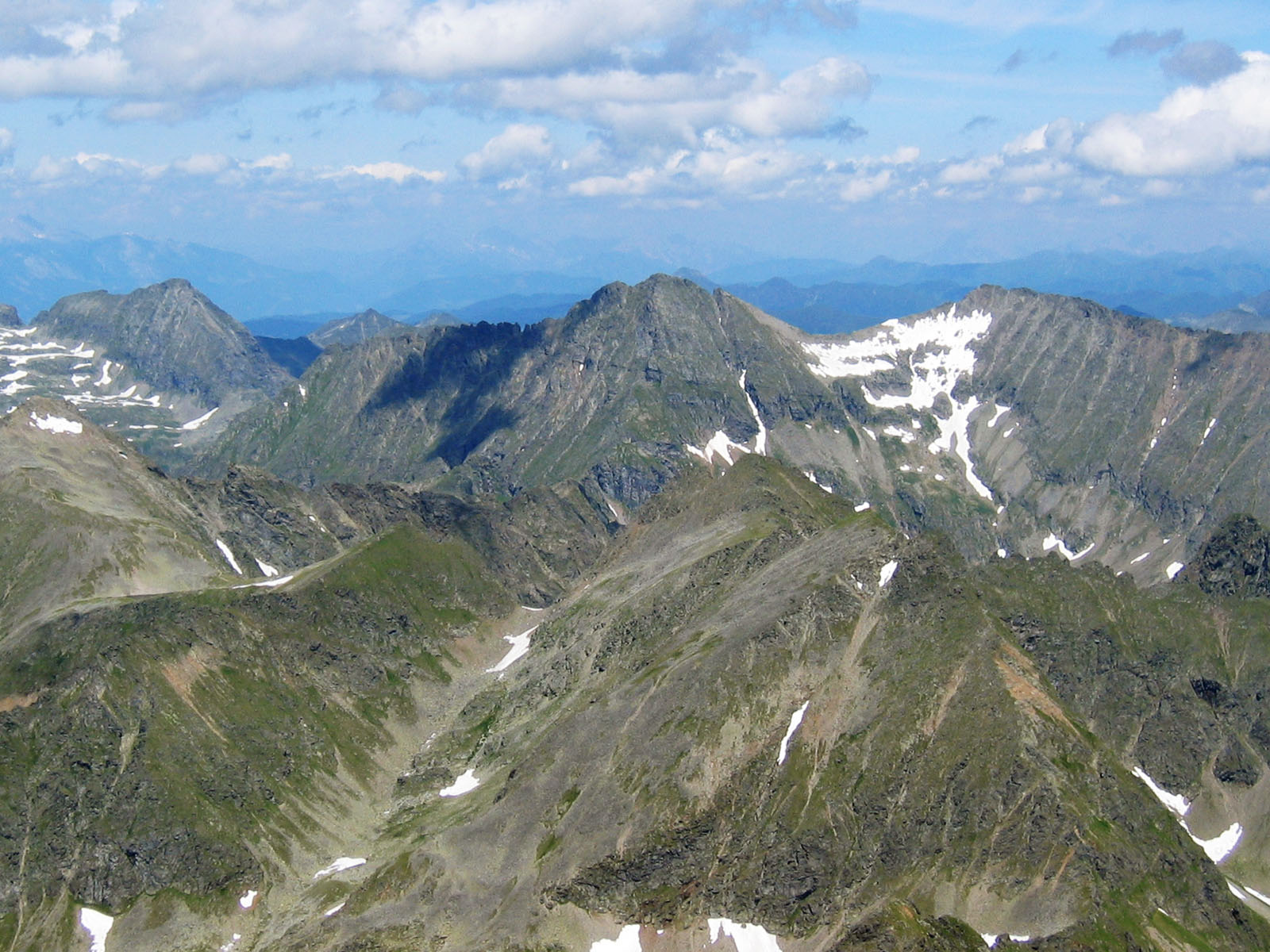
Waldhorn

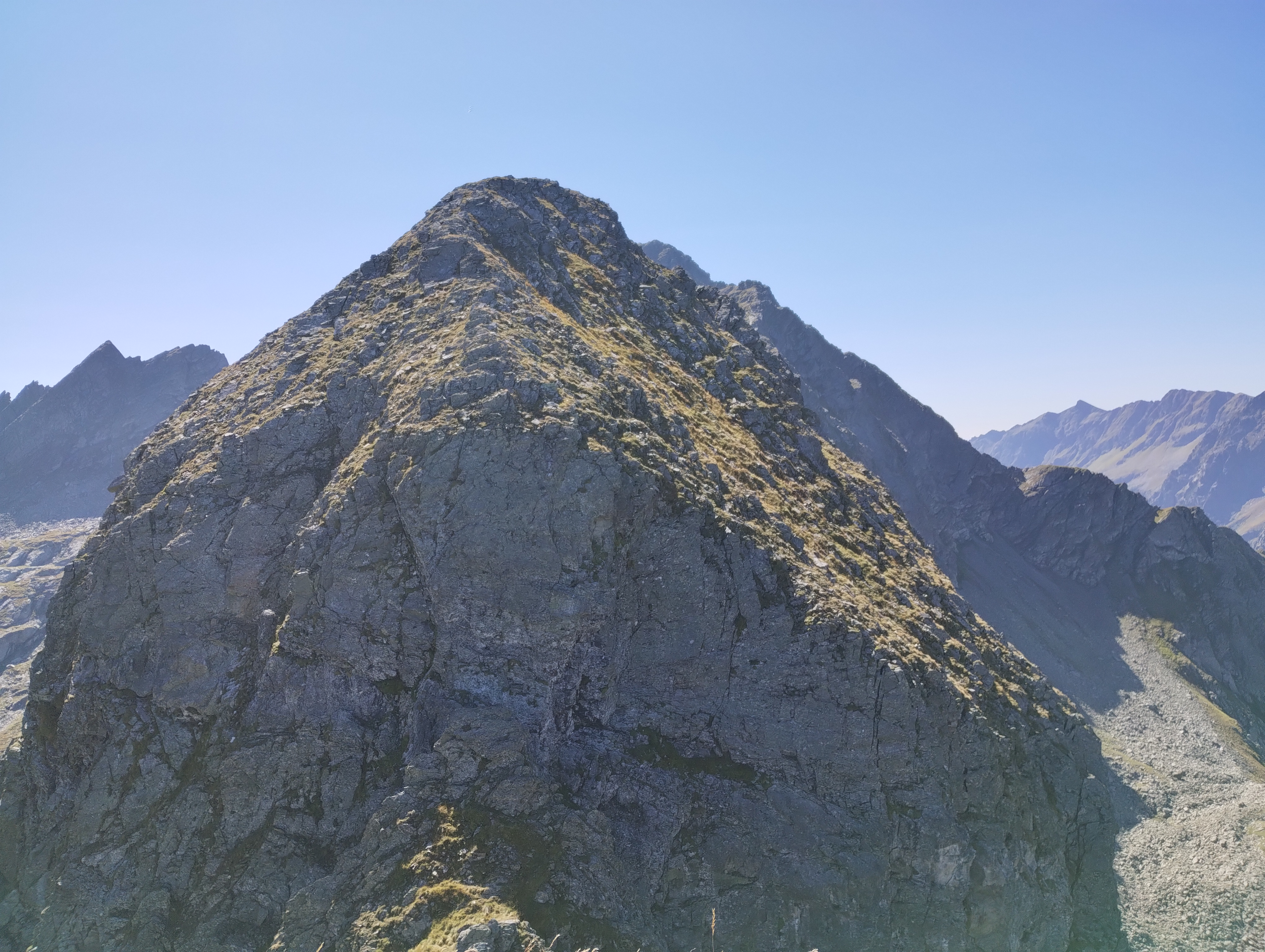
Kübel (2350 m n.p.m.)

Schladminger Tauern to podgrupa górska Niskich Taurów, pasma w austriackich Alpach Wschodnich. Leży na terenie dwóch krajów związkowych: Salzburga i Styrii. Grupę to ograniczają Radstädter Tauernpass na zachodzie i Sölkpass na wschodzie. Nazwa grupy pochodzi od miasta Schladming nad Anizą. Grupa obfituje w jeziora.
Grupa graniczy z: Rottenmanner und Wölzer Tauern na wschodzie, Alpami Gurktalskimi na południu, Radstädter Tauern na zachodzie, Alpami Salzburskimi na północnym zachodzie oraz Dachstein na północy.
Schroniska: Gollinghütte i Preintalerhütte.
Najwyższe szczyty to:
- Hochgolling (2862 m),
- Hochwildstelle (2747 m),
- Roteck (2742 m),
- Preber (2740 m),
- Kasereck (2740 m),
- Waldhorn (2702 m),
- Deichselspitz (2684 m),
- Kieseck (2681 m),
- Elendberg (2672 m),
- Umlauter (2664 m),
- Zwerfenberg (2642 m),
- Greifenberg (2618 m),
- Großer Knallstein (2599 m).